# マサチューセッツ州副知事
マサチューセッツ州副知事 (Lieutenant Governor of Massachusetts) は、アメリカ合衆国マサチューセッツ州の副知事である。

## 一覧
- トマス・クッシング（1780年 - 1788年、知事代理：1785年）
- ベンジャミン・リンカーン（1788年 - 1789年）
- サミュエル・アダムズ（1789年 - 1794年、知事代理：1793年 - ）
- モーゼス・ギル（1794年 - 1800年、知事代理：1799年 - ）
- （空席：1800年 - 1801年）
- サミュエル・フィリップス・ジュニア（1801年 - 1802年）
- エドワード・ロビンス（1802年 - 1806年）
- リーヴァイ・リンカーン・シニア（1807年 - 1809年、知事代理：1808年 - ）
- デイヴィッド・コブ（1809年 - 1810年）
- ウィリアム・グレイ（1810年 - 1812年）
- ウィリアム・フィリップス・ジュニア（1812年 - 1823年）
- リーヴァイ・リンカーン・ジュニア（1823年 - 1824年）
- マーカス・モートン（1824年 - 1825年、知事代理：1825年）
- トーマス・L・ウィンスロップ（1826年 - 1833年）
- サミュエル・T・アームストロング（1833年 - 1836年、知事代理：1835年 - ）
- ジョージ・ハル（1836年 - 1843年）
- ヘンリー・H・チャイルズ（1843年 - 1844年）
- ジョン・リード・ジュニア（1844年 - 1851年）
- ヘンリー・W・カッシュマン（1851年 - 1853年）
- イライシャ・ハンティントン（1853年 - 1854年）
- ウィリアム・C・プランケット（1854年 - 1855年）
- サイモン・ブラウン（1855年 - 1856年）
- ヘンリー・W・ベンチリー（1856年 - 1858年）
- エリファレット・トラスク（1858年 - 1861年）
- ジョン・Z・グッドリッチ（1861年）
- ジョン・ネスミス（1862年）
- ジョエル・ヘイデン（1863年 - 1866年）
- ウィリアム・クラフィン（1866年 - 1869年）
- ジョゼフ・タッカー（1869年 - 1873年）
- トーマス・タルボット（1873年 - 1875年、知事代理：1874年 - ）
- ホレイショ・G・ナイト（1875年 - 1879年）
- ジョン・デイヴィス・ロング（1879年 - 1880年）
- バイロン・ウェストン（1880年 - 1883年）
- オリヴァー・エイムズ（1883年 - 1887年）
- ジョン・Q・A・ブラケット・（1887年 - 1890年）
- ウィリアム・H・ヘイル（1890年 - 1893年）
- ロジャー・ウォルコット（1893年 - 1896年）
- ウィンスロップ・M・クレイン（1897年 - 1900年）
- ジョン・L・ベイツ（1900年 - 1903年）
- カーティス・ギルド（1903年 - 1906年）
- エベン・サムナー・ドレイパー（1906年 - 1909年）
- ルイス・A・フロシンガム（1909年 - 1912年）
- ロバート・ルース（1912年 - 1913年）
- デイヴィッド・I・ウォルシュ（1913年 - 1914年）
- エドワード・P・バリー（1914年 - 1915年）
- グラフトン・D・カッシング（1915年 - 1916年）
- カルヴィン・クーリッジ（1916年 - 1919年）
- チャニング・H・コックス（1919年 - 1921年）
- アルヴァン・T・フラー（1921年 - 1925年）
- フランク・G・アレン（1925年 - 1929年）
- ウィリアム・S・ヤングマン（1929年 - 1933年）
- ガスパー・G・ベイコン（1933年 - 1935年）
- ジョゼフ・L・ハーリー（1935年 - 1937年）
- フランシス・E・ケリー（1937年 - 1939年）
- ホレイス・T・ケイヒル（1939年 - 1945年）
- アーサー・W・クーリッジ（1947年 - 1949年）
- チャールズ・F・サリヴァン（1949年 - 1953年）
- サムナー・G・ホイッティアー（1953年 - 1957年）
- ロバート・F・マーフィー（1957年 - 1961年）
- エドワード・F・マクラフリン・ジュニア（1961年 - 1963年）
- フランシス・X・ベロッティ（1963年 - 1965年）
- エリオット・リチャードソン（1965年 - 1967年）
- フランシス・W・サージェント（1967年 - 1971年、知事代理：1969年 - ）
- ドナルド・R・ドワイト（1971年 - 1975年）
- トーマス・P・オニール3世（1975年 - 1983年）
- ジョン・ケリー（1983年 - 1985年）
- （空席：1985年 - 1987年）
- イヴリン・マーフィー（1987年 - 1991年）
- ポール・チェルッチ（1991年 - 1999年、知事代理：1997年 - ）
- ジェーン・M・スウィフト（1999年 - 2003年、知事代理：2001年 - ）
- ケリー・ヒーリー（2003年 - 2007年）
- ティム・マレイ（2007年 - 2013年）
- （空席：2013年 - 現在）